# 2003 QX90
2003 QX90, também escrito como 2003 QX90, é um objeto transnetuniano que está localizado no Cinturão de Kuiper, uma região do Sistema Solar. Este corpo celeste é classificado como um cubewano. Ele possui uma magnitude absoluta de 6,8 e tem um diâmetro estimado com 192 km.

## Descoberta
2003 QX90 foi descoberto no dia 24 de agosto de 2003 pelo astrônomo Marc W. Buie.

## Órbita
A órbita de 2003 QX90 tem uma excentricidade de 0,026 e possui um semieixo maior de 43,587 UA. O seu periélio leva o mesmo a uma distância de 42,436 UA em relação ao Sol e seu afélio a 44,738 UA.